# A Vasgróf
A Vasgróf Pozsgai Zsolt történelmi tragikomédiája. A színpadi mű Tisza István életét dolgozza fel. A cselekmény 1912 és 1918 között játszódik Magyarországon, különböző helyszíneken. Ady Endre, a tollával harcoló poéta és az önmagával küzdő miniszterelnök színpadi kapcsolata az írói fikció része. Pozsgai Zsolt szavaival: „A gróf hitt az Osztrák–Magyar Monarchiában, ugyanakkor a nemzet függetlenségét ebben a börtönben képzelte el. Ady az, aki verseiben folyamatosan ostorozza ezt a kettősséget a magyarokban”.
2015-ben Négy lövés /A vasgróf/ címmel TV-film is készült belőle.
Először 2020-ban jelent meg a Püski Kiadó KFT. kiadásában, a Beszélnek bennem című drámakötetben.

## Ősbemutató
A darab ősbemutatója 2014. szeptember 26-án a Szegedi Nemzeti Színház Kisszínházában volt. Az író kifejezetten az előadás rendezőjének, Bodolay Gézának írta a darabot, a címszerepet Borovics Tamás alakította. Az ősbemutatóról a Szeged TV felvételt is készített.
Szereposztás:
- Borovics Tamás: Gróf Tisza István (parlamenti elnök, majd miniszterelnök, majd az sem)
- Kéner Gabriella: Ilonka (a felesége)
- Borsos Beáta: Almásy Denise grófnő (Tisza unokahúga)
- Gömöri Krisztián: Ady Endre (költő)
- Pataki Ferenc: Gróf Andrássy Gyula (képviselő)
- Kárász Zénó: Apponyi Albert (képviselő)
- Szívós László: Gróf Károlyi Mihály (képviselő)
- Ádám Tamás: Kovács Gyula (képviselő)
- Mágori Beáta: Olga (a felesége)
- Báhner Péter: Horuki Jamuta (japán merénylő)
- Csorba Kata: Csinszka (Ady Endre szerelme, majd felesége)
- Rácz Tibor: Antalfy Miklós (huszárfőhadnagy)
- Barnák László: Kun Béla
- Hodu Péter: Korvin Ottó
- Poroszlay Kristóf: Lékai János (fiatal merénylő, egyetemista)
- Galkó Bence: Ferenc József (apostoli császár és király)
- Balogh Ákos: Színházi és parlamenti díszítők (katonák)
- Márta Mihály: teremszolgák (halottak)